# Lichida
Lichida — ряд трилобітів, що існував з ордовіку по девон. Представники ряду, як правило, мають широкий колючий екзоскелет або екзоскелет покритий горбками. Є добре розвинена dublura (заворот екзоскелета в нижній частині) на якій є терасні лінії, а також більший розмір pygidium. Підряд Odontopleuroidea часто виділяється в окремий ряд.
Ряд Lichida був виділений Мооре (Moore) в 1959 році.